# Bomolocha devexalis
Bomolocha devexalis là một loài bướm đêm trong họ Noctuidae.